# Asteroid in Love
Asteroid in Love (恋する小惑星?, Koisuru asuteroido) è un manga yonkoma scritto e disegnato da Quro, serializzato sulla rivista Manga Time Kirara Carat di Hōbunsha da gennaio 2017. Un adattamento anime, prodotto da Doga Kobo, è stato trasmesso in Giappone tra gennaio e marzo 2020.

## Personaggi
Mira Konohata (木ノ幡 みら?, Konohata Mira)
Doppiata da: Tomoyo Takayanagi
Ao Manaka (真中 あお?, Manaka Ao)
Doppiata da: Megumi Yamaguchi
Mai Inose (猪瀬 舞?, Inose Mai)
Doppiata da: Maria Sashide
Mikage Sakurai (桜井 美景?, Sakurai Mikage)
Doppiata da: Nao Tōyama
Mari Morino (森野 真理?, Morino Mari)
Doppiata da: Sumire Uesaka
Moe Suzuya (鈴矢 萌?, Suzuya Moe)
Doppiata da: Reina Ueda
Yuu Nanami (七海 悠?, Nanami Yū)
Doppiata da: Sumire Morohoshi
Chikage Sakurai (桜井 千景?, Sakurai Chikage)
Doppiata da: Konomi Kohara

## Media

### Manga
La serie è scritta e disegnata da Quro. La serializzazione è iniziata sulla rivista Manga Time Kirara Carat di Hōbunsha il 28 gennaio 2017. I capitoli sono raccolti in volumi tankōbon dal 27 marzo 2018.

#### Volumi
| Nº | Data di prima pubblicazione | Data di prima pubblicazione | Data di prima pubblicazione |
| Nº | Giapponese                  | Giapponese                  |                             |
| -- | --------------------------- | --------------------------- | --------------------------- |
| 1  | 27 marzo 2018               | ISBN 978-4-8322-4936-3      |                             |
| 2  | 27 maggio 2019              | ISBN 978-4-8322-7095-4      |                             |
| 3  | 27 febbraio 2020            | ISBN 978-4-8322-7167-8      |                             |

### Anime

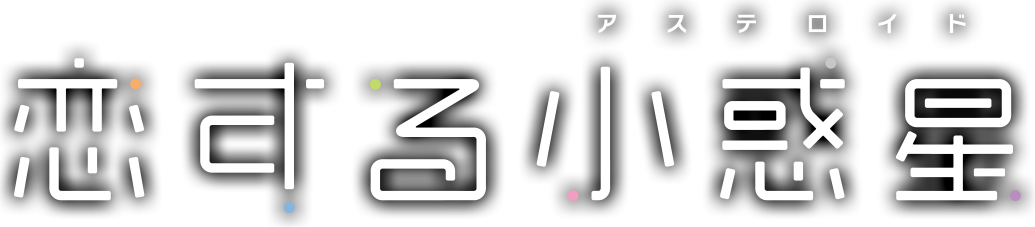
Logo della serie

Annunciato sul numero di aprile 2019 di Manga Time Kirara Carat, un adattamento anime di dodici episodi, prodotto da Doga Kobo e diretto da Daisuke Hiramaki, è stato trasmesso in Giappone tra il 3 gennaio e il 27 marzo 2020. La composizione della serie è a cura di Yuka Yamada, mentre la colonna sonora è stata composta da Takurō Iga. Le sigle di apertura e chiusura sono rispettivamente Aruite ikō (歩いていこう！?) di Nao Tōyama e Yozora (夜空?) di Minori Suzuki. La serie è stata trasmessa in streaming in simulcast in America del Nord, America centrale, America del Sud, Europa, Africa, Oceania e Medio Oriente, anche coi sottotitoli in lingua italiana, da Crunchyroll e in Canada, Regno Unito, Irlanda, Australia e Nuova Zelanda da Funimation.

#### Episodi
| Nº  | Titolo italiano Giapponese 「Kanji」 - Rōmaji                                                 | In onda          | In onda |
| Nº  | Titolo italiano Giapponese 「Kanji」 - Rōmaji                                                 | Giapponese       |         |
| 1   | La nostra promessa 「二人の約束」 - Futari no yakusoku                                        | 3 gennaio 2020   |         |
| 2   | Il fiume stellato di Kawara 「河原の天の川」 - Kawara no amanogawa                            | 10 gennaio 2020  |         |
| 3   | I ricordi sono tesori 「思い出はたからもの」 - Omoide wa takaramono                           | 17 gennaio 2020  |         |
| 4   | Che emozione! Il ritiro estivo! 「わくわく！夏合宿！」 - Wakuwaku! Natsu gasshuku!            | 24 gennaio 2020  |         |
| 5   | Le nostre vacanze estive 「それぞれの夏休み」 - Sorezore no natsuyasumi                       | 31 gennaio 2020  |         |
| 6   | Il festival della Hoshizaki! 「星咲祭！」 - Hoshizaki-sai!                                    | 7 febbraio 2020  |         |
| 6.5 | Numero speciale del Brilla Brilla 「KiraKira特別号」 - KiraKira tokubetsugō                   | 14 febbraio 2020 |         |
| 7   | Il cielo stellato è una macchina del tempo 「星空はタイムマシン」 - Hoshizora wa taimu mashin | 21 febbraio 2020 |         |
| 8   | Il diamante d'inverno 「冬のダイヤモンド」 - Fuyu no daiyamondo                               | 28 febbraio 2020 |         |
| 9   | I nostri veri sentimenti 「本当の気持ち」 - Hontō no kimochi                                  | 6 marzo 2020     |         |
| 10  | Pioggia, divinazioni da batticuore 「雨ときどき占い」 - Ame tokidoki uranai                   | 13 marzo 2020    |         |
| 11  | La Sfida stelle splendenti 「きら星チャレンジ！」 - Kiraboshi charenji!                       | 20 marzo 2020    |         |
| 12  | Lo spazio che ci unisce 「つながる宇宙」 - Tsunagaru uchū                                     | 27 marzo 2020    |         |